# Ilija Engel

Ilija Engel (Jajce, Bosna i Hercegovina, 19. ožujka 1912. – Gornji Mikleuš, 29. svibnja 1944.), hrvatski komunist, španjolski borac, partizan i narodni heroj Jugoslavije.

## Životopis
Ilija Engel je rođen u Jajcu, 19. ožujka 1912. godine u židovskoj obitelji Aleksandra Engela. Potječe iz obitelji sarajevskih intelektualaca. U Sarajevu je završio srednju tehničku školu, a po završetku školovanja otišao je u Prag gdje se upisao na Češko tehničko sveučilište u Pragu. Naprednom studentskom pokretu pristupio je u srednjoj školi, a 1936. godine u Pragu je primljen za člana Saveza komunista Jugoslavije (SKJ). U Pragu je bio sekretar, a zatim potpredsjednik naprednog studentskog jugoslavenskog društva "Matija Gubec" i član odbora "Društva jugoslavenskih tehničara". U veljači 1937. priključio se španjolskoj republikanskoj armiji gdje je bio zapovjednik protutenkovske baterije. Po povlačenju internacionalnih brigada iz Španjolske, završio je u logoru u Francuskoj, odakle je pobjegao i vratio se u Kraljevinu Jugoslaviju. U Jugoslaviji se aktivno uključio u pripreme za organizirani ustanak protiv okupatora. U kolovozu 1941. upućen je od centralnog komiteta Saveza komunista Hrvatske (CK SKH) u Žumberak, gdje je sudjelovao u organiziranju "Žumberačkog partizanskog odreda". Poslije se vratio u Zagreb, gdje je do prosinca 1941. rukovodio ilegalnom tehnikom CK SKH-a. S obzirom na to da je postojala opasnost da ga ustaše uhapse, Engela je CK SKH-a priključio partizanima. Bio je zapovjednik bataljuna "Grupe kordunaških odreda", a poslije operativni oficir "Primorskogoranskog partizanskog odreda", načelnik 2. odjeljenja Glavnog štaba NOV i PO Hrvatske  (GŠ NOV I PO Hrvatske) i pomoćnik zapovjednika za pozadinu GŠ NOV I PO Hrvatske. Engel je poginuo je 20. svibnja 1944. u selu Gornji Mikleuš prilikom neprijateljskog zrakoplovnog napada. U vrijeme pogibije imao je čin pukovnika. 1953. godine Engel je proglašen za narodnog heroja Jugoslavije.